# Alsószentmárton
Alsószentmárton (kroatisch Semartin, rumänisch Sânmarta de Jos) ist eine ungarische Gemeinde im Kreis Siklós im Komitat Baranya.

## Geografische Lage
Alsószentmárton liegt sechs Kilometer südlich der Stadt Siklós und drei Kilometer nördlich der Grenze zu Kroatien. Nachbargemeinden sind Egyházasharaszti und Matty.

## Sehenswürdigkeiten
- Glockenturm (Harangláb)
- Römisch-katholische Kirche Szent Márton püspök, erbaut 1797 (Barock)
- Seen (Hoderta-tó und Recske-tó)
- Weltkriegsdenkmal (I. világháborús emlék)

## Bildung
In Alsószentmárton wurde im Jahr 2004 die buddhistische Schule A Tan Kapuja Buddhista Gimnázium és Általános Iskola gegründet.

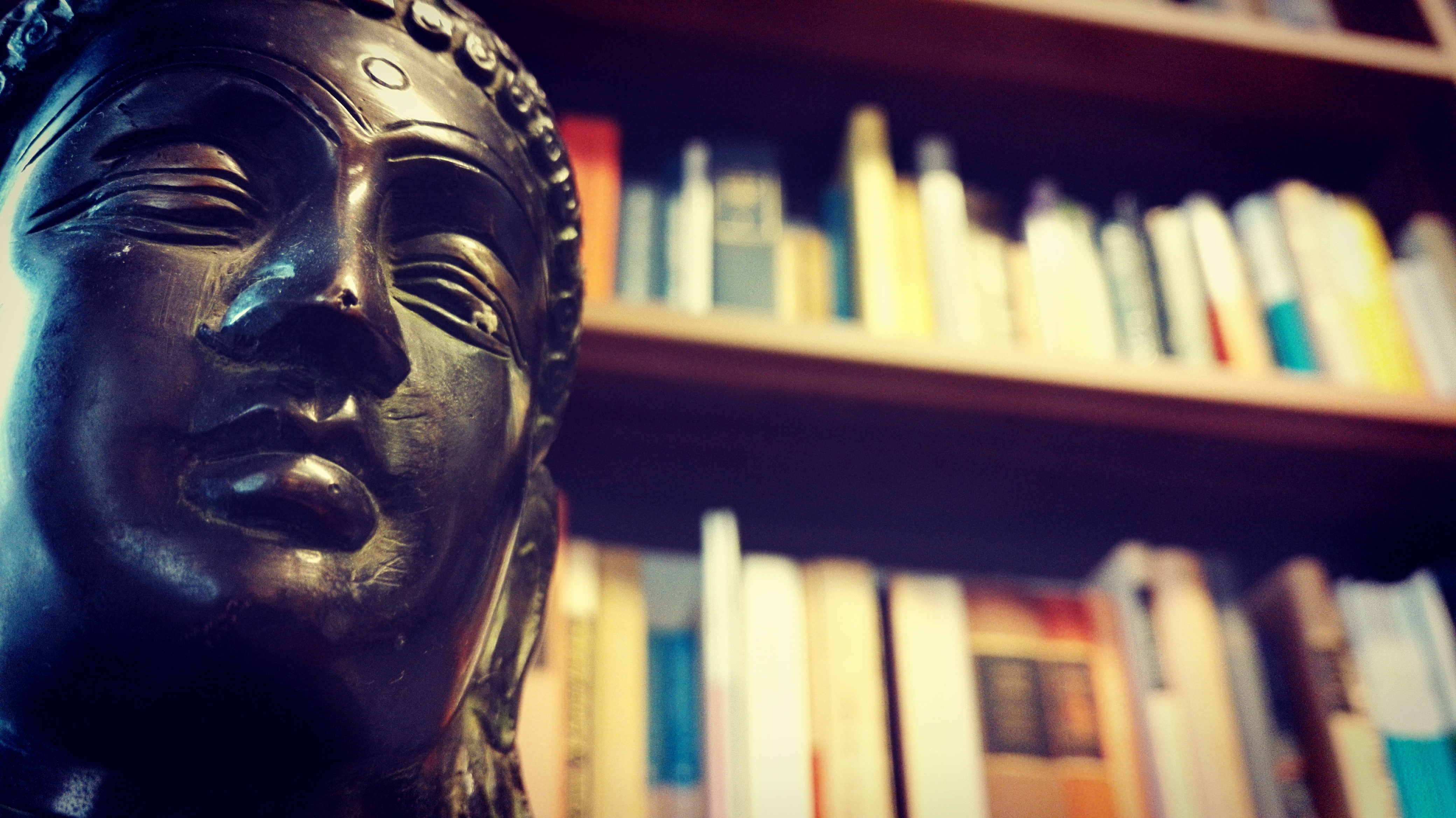
Buddhafigur in der Schulbücherei

## Verkehr
Durch Alsószentmárton verläuft die Landstraße Nr. 5709. Die nächstgelegenen Bahnhöfe  befinden sich nördlich in Vokány und nordöstlich in Villány.